# Francesco Deflorian
Francesco Deflorian, detto Cesco (Predazzo, 1938 – Manta, 7 ottobre 2018), è stato uno sciatore alpino e allenatore di sci alpino italiano.

## Biografia
Sciatore polivalente, Francesco Deflorian in campo internazionale gareggiò dal 1959, quando esordì in occasione del trofeo Ruben Blan (Sankt Moritz, 23-25 gennaio) classificandosi 9º nella discesa libera, 14º nello slalom gigante, 10º nello slalom speciale e 7º nella combinata, fino al trofeo Arlberg-Kandahar 1962 (Sestriere, 9-11 marzo), dove si piazzò 56º nella discesa libera; in ambito nazionale vinse il titolo italiano di discesa libera e di slalom gigante nel 1960. Non partecipò a rassegne olimpiche o iridate e dopo il ritiro divenne allenatore e maestro di sci a Crissolo, dove seguì tra gli altri il giovane Paolo De Chiesa; era padre di Paolo, a sua volta sciatore alpino e allenatore.

## Palmarès

### Campionati italiani
- 2 medaglie[4]:
  - 2 ori (discesa libera, slalom gigante nel 1960)